# James J. Braddock
Pour les articles homonymes, voir Braddock.
James Walter Braddock connu sous le nom de James J. Braddock est un boxeur américain né le 7 juin 1905 à New York et mort le 29 novembre 1974 à North Bergen dans le New Jersey. Managé par Joe Gould, il a été champion du monde dans la catégorie poids lourds de 1935 à 1937.

## Biographie

### Avant la boxe
James Braddock est né le 17 juin 1905, fils d'immigrés irlandais, Joseph Braddock et Elizabeth O'Toole Braddock, dans un petit appartement de la 48e rue ouest à New York pesant 7,711 livres (environ 3,50 kg) à la naissance.
La famille Braddock grandit en nombre. Avec cinq fils et deux filles, Joseph et Elizabeth déménagent vers Hudson County (New Jersey). Comme beaucoup d'enfants, Jimmy aime jouer aux billes, au baseball et il rêve de devenir pompier ou mécanicien de train.
Entre 1919 et 1923, Jim Braddock travaille dans différents secteurs : manager pour Western Union, commis imprimeur, chauffeur et coursier pour une manufacture de soie. Cela dure jusqu'au moment où Jimmy découvre sa passion pour la boxe.

### Un boxeur prometteur
Braddock passe plusieurs années à travailler sa boxe. Il a un très bon droit, et cela lui permet de faire de sa carrière amateur une réussite. Il rentre dans le circuit professionnel en 1926 dans la catégorie des mi-lourds. La première année, Braddock écrase la compétition, en mettant KO adversaire après adversaire dans les premiers rounds de la plupart de ses combats. Braddock remporte des victoires contre des boxeurs comme Jimmy Slattery et Pete Latzo. Comme il est le meilleur mi-lourds, Braddock pense à passer dans la catégorie des poids lourds.
Le problème est que bien qu'il mesure plus d'un mètre 85, il pèse rarement plus de 90 kg. Et même avec son physique, la main droite puissante de Jim n'a aucune chance contre des adversaires qui pèsent près de 110 kg.

### Le combat du titre des mi-lourds
Le 18 juin 1929, Braddock entre sur le ring du Yankee Stadium face à Tommy Loughran pour le titre de champion mi-lourds. Loughran qui a étudié le style de boxe de son adversaire, connaît la puissance de sa main droite et passe le match à esquiver les poings de Braddock qui perd après décision au terme des 15 rounds. Il connaît alors une période difficile pour gagner des combats et nourrir sa famille.

### La crise
Le 3 septembre 1929, moins de 2 mois après le combat contre Loughran, les marchés financiers s'effondrent et les États-Unis sont plongés dans la Grande Dépression (Krach de 1929). Comme les banques ne remboursent rien, Braddock, comme des millions d'Américains, perd tout. Sans travail, Jim est obligé de gagner des combats pour nourrir sa femme et ses trois jeunes enfants. Mais sa main droite l'empêche de boxer comme il le désire. Il perd 16 de ses 32 combats durant cette période, mais aucun par KO.

### La renaissance
Mais Braddock retrouve la chance. En 1934, à cause d'un forfait de dernière minute, Braddock a l'occasion de boxer contre John Corn Griffin (en) en première partie du championnat du monde poids lourds entre Max Baer et Primo Carnera. À la surprise générale, il remporte le combat en mettant Griffin KO à la 3e reprise.
Il a une nouvelle chance de combattre. Cette fois, l'adversaire s'appelle John Henry Lewis. Une fois encore, beaucoup de gens prédisent une plate défaite de Braddock. Mais Jimmy prouve que les critiques se sont trompées avec une victoire au 10e round. En mars 1935, avec la nation derrière lui, Braddock bat Art Lasky en 15 rounds.
Après sa victoire contre Lasky, Braddock est considéré comme le challengeur officiel de Max Baer. Celui-ci a la réputation d'être un puncheur dynamique, et peut-être le plus dur frappeur de l'époque.

### Le combat de sa carrière
Dans la soirée du 13 juin 1935, au Madison Square Garden à Manhathan (New York), Braddock, avec une cote de 10 contre 1, remporte le championnat des poids lourds contre Max Baer. Jim a étudié le style de boxe de Baer tout comme Tommy Loughran l'a étudié quelques années auparavant. Il sait que s'il veut gagner, il doit rester loin de la droite de Baer, et c'est ce qu'il fait. Avec courage et détermination, Braddock gagne après 15 rounds à la décision des juges, et devient le nouveau champion du monde poids lourds.

### La fin de la boxe
Jim Braddock enchaîne ensuite avec une série de combats d'exhibition pendant deux ans. Deux ans plus tard, le 22 juin 1937, il perd son titre contre Joe Louis dit « The Brown Bomber », KO à la 8e reprise. Avant le combat contre Louis, le manager de Jim, Joe Gould, signe un contrat qui donne 10 % des futurs gains de Louis à Braddock pendant dix ans. De 1937 à 1939, Braddock reçut plus de 150 000 $, une somme très importante à cette époque.
Jim Braddock veut sortir avec les honneurs et le 21 janvier 1938 après sa victoire face à Tommy Farr, Jimmy Braddock raccroche ses gants et se retire de la boxe professionnelle.

### L'après boxe
Après son arrêt, Jim et son manager Joe Gould vont dans l'armée de terre des États-Unis en 1942 où ils sont devenus Premiers Lieutenants. C'est ainsi que Jim a servi dans l'île de Saipan. Sur le retour, il a aidé à construire le Pont Verrazano-Narrows et travaillé comme un fournisseur d'équipements marins, s'occupant des générateurs et de l'équipement de soudure. Jim et sa femme Mae ont élevé leurs trois enfants, Jay, Howard et Rosemarie dans une maison qu'ils ont achetée à North Bergen (New Jersey).
Le 29 novembre 1974, après 86 combats et 51 victoires, James J. Braddock meurt chez lui, dans son sommeil. Mae Braddock continua à vivre dans leur maison à North Bergen pendant plusieurs années avant de déménager vers Whiting où elle mourut en 1985.

## La famille de James J. Braddock
Jim est rentré dans le Ring Boxing Hall of Fame en 1964, le Hudson County Hall of Fame en 1991 et l'International Boxing Hall of Fame en 2001. 
Le fils de Jim, James (Jay) a vécu à Saddle Brook pendant plusieurs années avec sa famille avant de mourir en 2001. Il travailla dans la police de Bergen County. Sa femme Jane, son fils James Jay III, et sa fille Cathleen sont encore en vie. James III tient le site officiel de James J. Braddock avec son cousin John Van Vugt. 
Howard Braddock est mort en novembre 2006. Howard a vécu dans le sud du New Jersey et il eut une épouse, Elsie, des enfants: Susan, Nancy, Tim, et beaucoup de petits-enfants. 
Rosemarie Braddock est morte en 1995. Son mari Kenny DeWitt, et sa fille Rosemarie DeWitt qui joue un rôle (Sara Wilson) dans le film De l'ombre à la lumière sont encore en vie.

## Un film dédié au boxeur
Il est le personnage principal d'un film de Ron Howard intitulé De l'ombre à la lumière où James J. Braddock est joué par Russell Crowe.